# Saksena-Evans-Reduktion

Übergangszustand der Evans-Saksena-Reduktion

Die Saksena-Evans-Reduktion ist eine Namensreaktion zur stereoselektiven Reduktion von β-Hydroxyketonen zu den entsprechenden anti-Diolen mittels Natriumtriacetoxyborhydrid oder Tetramethylammoniumtriacetoxyborhydrid als Reagenz. Sie wurde nach Anil K. Saksena benannt, der sie zuerst 1983 beschrieb und außerdem nach David A. Evans, der sie 1987 weiterentwickelte.

Reaktionsschema der Saksena-Evans-Reduktion.

Man geht davon aus, dass als Übergangszustand ein Sechsring mit dem Bor- und dem Wasserstoffatom aus dem Reagenz gebildet wird, wobei die Substituenten äquatorial stehen. Durch den so ermöglichten intramolekularen Hydridtransfer von der gegenüberliegenden Seite des chelatbildenden Alkohols kommt die Diastereomerenselektivität der Reaktion zustande.
Die Saksena-Evans-Reduktion wurde seither in der Synthese vieler Produkte genutzt, zum Beispiel Bryostatine.
Eine ähnliche Namensreaktion, bei der ebenfalls ein Borhydrid als Reduktionsreagenz eingesetzt wird, aber genau umgekehrte Selektivität ermöglicht, ist die Narasaka-Prasad-Reduktion.